# Монастырок (Хмельницкая область)
Монастырок (укр. Монастирок) — село в Ярмолинецком районе Хмельницкой области Украины.
Население по переписи 2001 года составляло 260 человек. Почтовый индекс — 32125. Телефонный код — 3853. Занимает площадь 1,098 км². Код КОАТУУ — 6825884001.

## Местный совет
32125, Хмельницкая обл., Ярмолинецкий р-н, с. Монастырок, тел. 2-67-31.